# Broadlands (Landsitz)

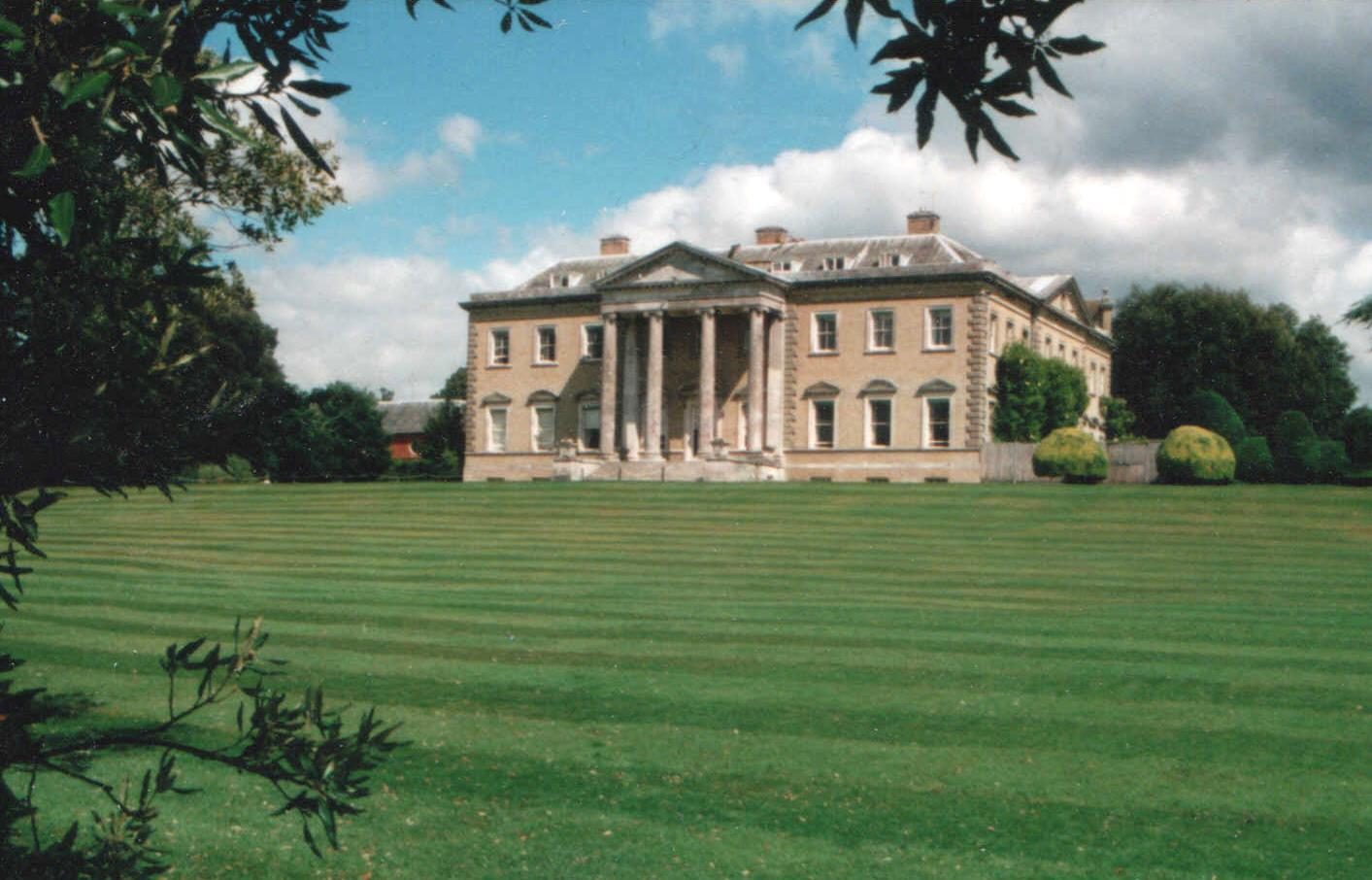
Broadlands

Broadlands ist ein Landsitz in der Nähe von Romsey bei Southampton (England).
Ursprünglich war das Gelände Eigentum der Abtei von Romsey. Nach der Auflösung der Klöster gehörte es nacheinander Sir Francis Fleming, der Familie St. Barbe und schließlich Humphrey Sydenham. Als dieser infolge der Südseeblase große Teile seines Vermögens verlor, musste er die Liegenschaft im Jahr 1736 an die Familie Temple verkaufen, deren Oberhaupt seit 1723 den irischen Titel eines Viscount Palmerston hatte.
1767 ließ diese das Herrenhaus von dem berühmten Baumeister und Landschaftsarchitekten Capability Brown grundlegend im palladianischen Stil umgestalten. Zu dieser Zeit entstand auch der bekannte Park. 1788 fügte Browns Schwiegersohn Henry Holland den östlichen Front-Portikus und die Kuppelhalle hinzu. Für die Zierputzarbeiten zeichnete Joseph Rose der Ältere verantwortlich, der als Kapazität auf diesem Gebiet galt.
Mitte des 19. Jahrhunderts lebte Henry John Temple, 3. Viscount Palmerston, der von 1855–1858 und 1859–1865 britischer Premierminister war, in Broadlands. Er verkaufte das Anwesen schließlich an seinen langjährigen Freund und zeitweiligen Sekretär, den liberalen Politiker Evelyn Ashley. Dessen Sohn Wilfrid Ashley, 1. Baron Mount Temple, war 1924 bis 1929 Verkehrsminister. 1901 kam in Broadlands seine Tochter Edwina zur Welt, eine der reichsten Frauen ihrer Zeit. 1922 brachte sie Broadlands als Mitgift in die Ehe mit Lord Louis Mountbatten.
In den 1920er- und 1930er-Jahren war das Anwesen als Sitz der Familie Mountbatten ein Mittelpunkt gesellschaftlichen Lebens in Großbritannien. 1947 verbrachten Königin Elisabeth II. und Prinz Philip ihre Flitterwochen auf Broadlands, 1981 wohnten Prinz Charles und Prinzessin Diana einige Wochen dort. 
Gegenwärtiger Bewohner ist Norton Knatchbull, 3. Earl Mountbatten of Burma, ein Enkel des 1979 von der IRA ermordeten Lord Mountbatten.